# Église Saint-Ébons de Sarrancolin
L'église Saint-Ébons de Sarrancolin est une église catholique du XIe siècle et du XIIe siècle située à Sarrancolin, 
dans le département français des Hautes-Pyrénées en France.

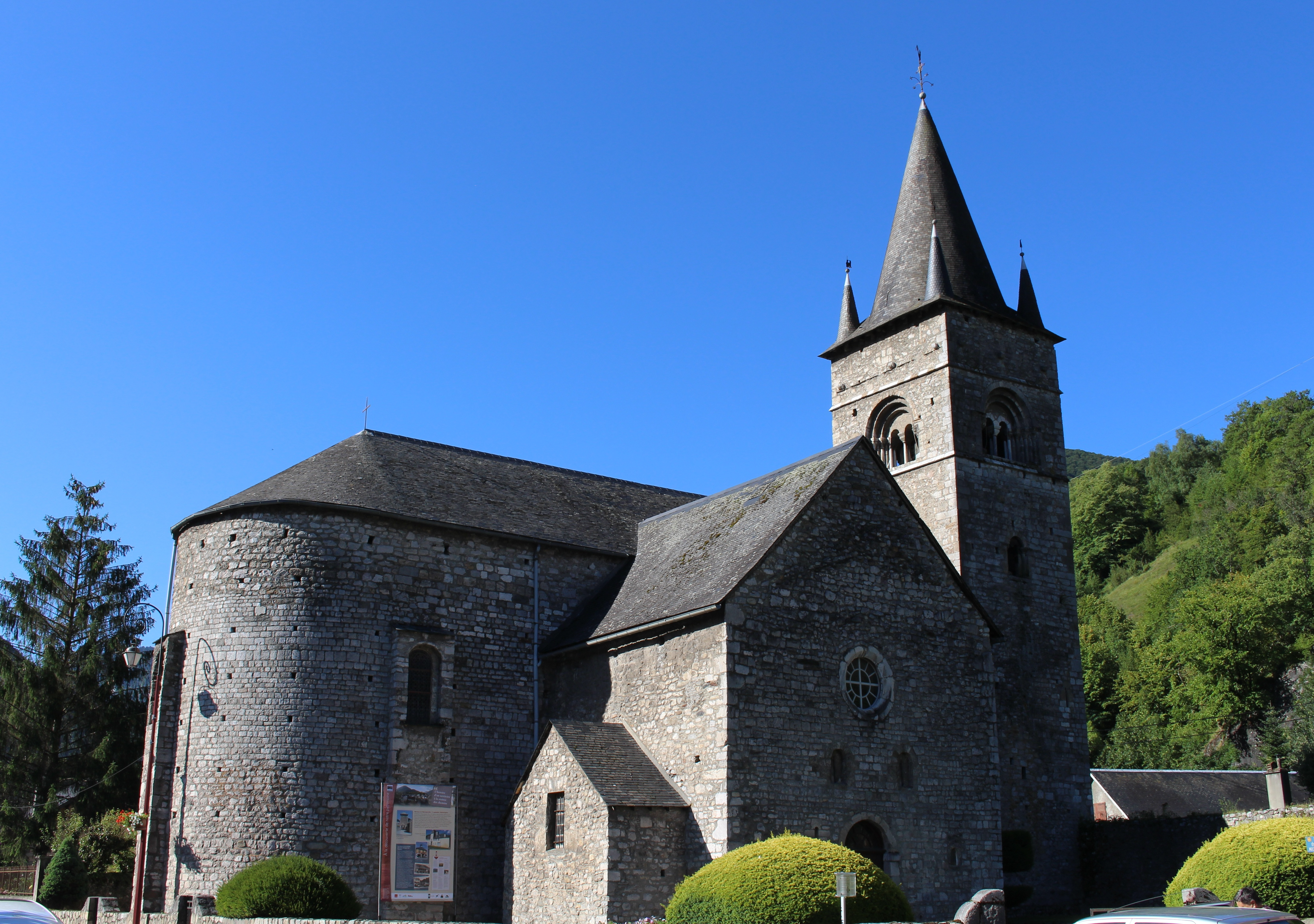

## Localisation
L'église Saint-Ébons de Sarrancolin, dénommée aussi église Saint-Pierre-Saint-Ébons est située au centre du village en bordure de la route départementale D929.

## Historique
La fondation du  prieuré est du XIe siècle, vers 1570 les bâtiments monastiques furent incendiés.

L'édifice est classé au titre des monuments historiques le 10 février 1903 et inscrit le 27 janvier 1928 .

## Architecture
Le plan de l'église de style roman, est un plan en croix grecque.

Son chœur décoré au XVe siècle est clos par une grille en fer forgé du XVIe siècle.

A l'ouest la tour carrée du  clocher est haute de 35 m et est coiffée d’une flèche cantonnée de quatre clochetons en ardoise ouvert par des  baies géminées.

Les stalles sont de la Renaissance, statues, retables et tableaux du XVIIe siècle. Tout le mobilier y est remarquable.
 
Autre richesse la châsse de Saint-Ebons (XIIIe siècle) en cuivre doré et émaux champlevés sur laquelle figure quatorze personnages.

Elle renferme des reliques du saint, évêque de Barbastro (Espagne), mort en 1104 et enseveli dans le monastères des bénédictins.

## Galerie de photos

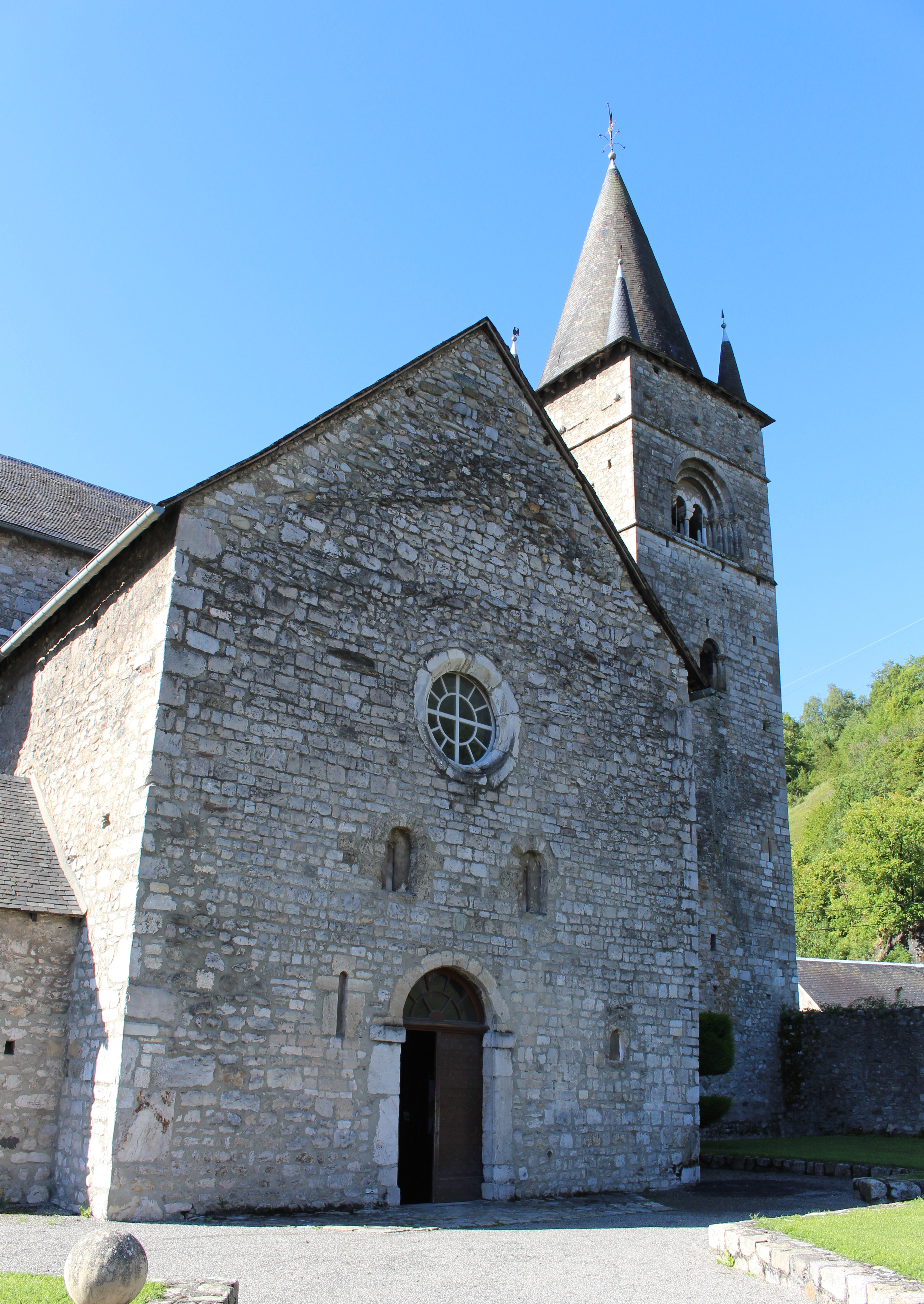
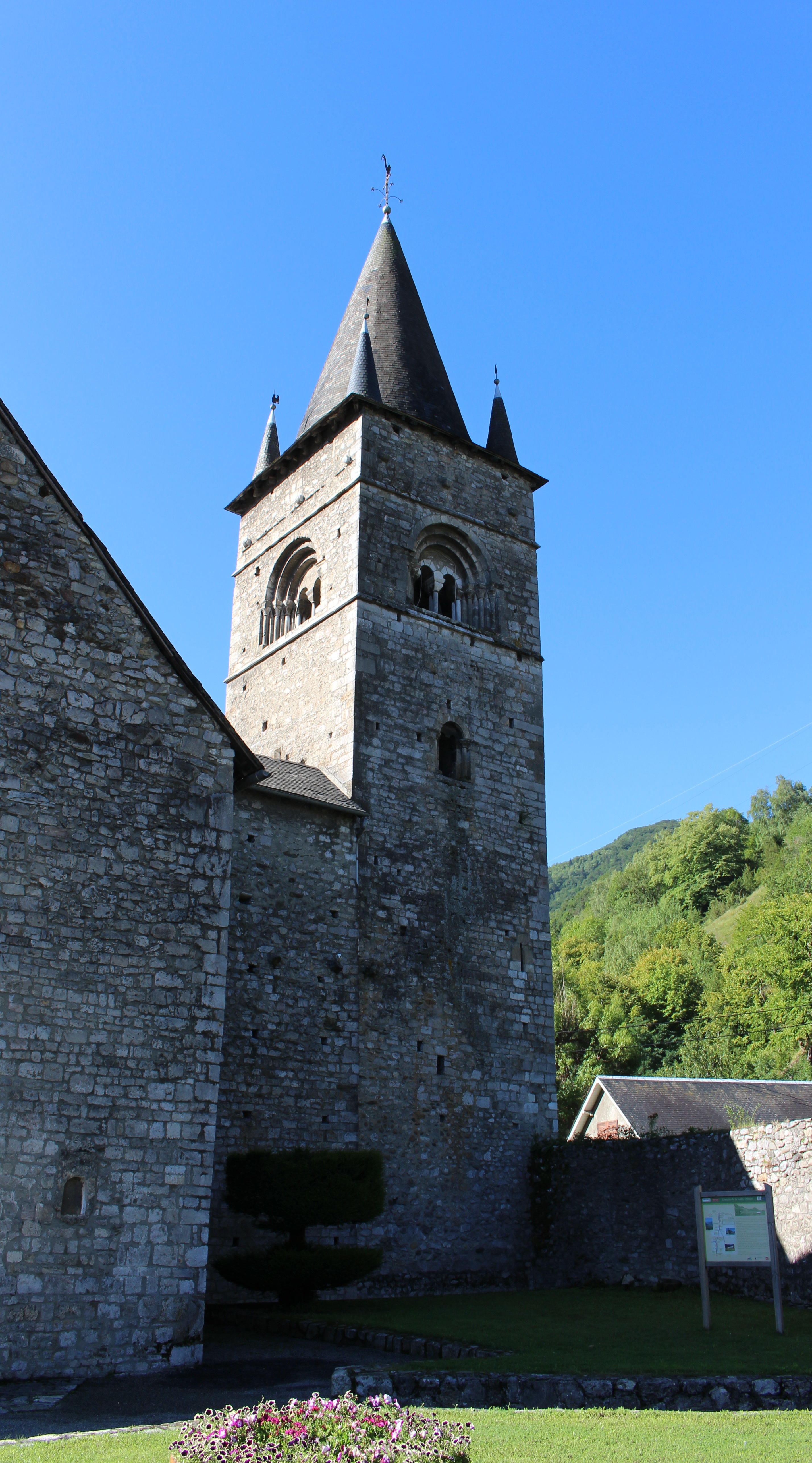
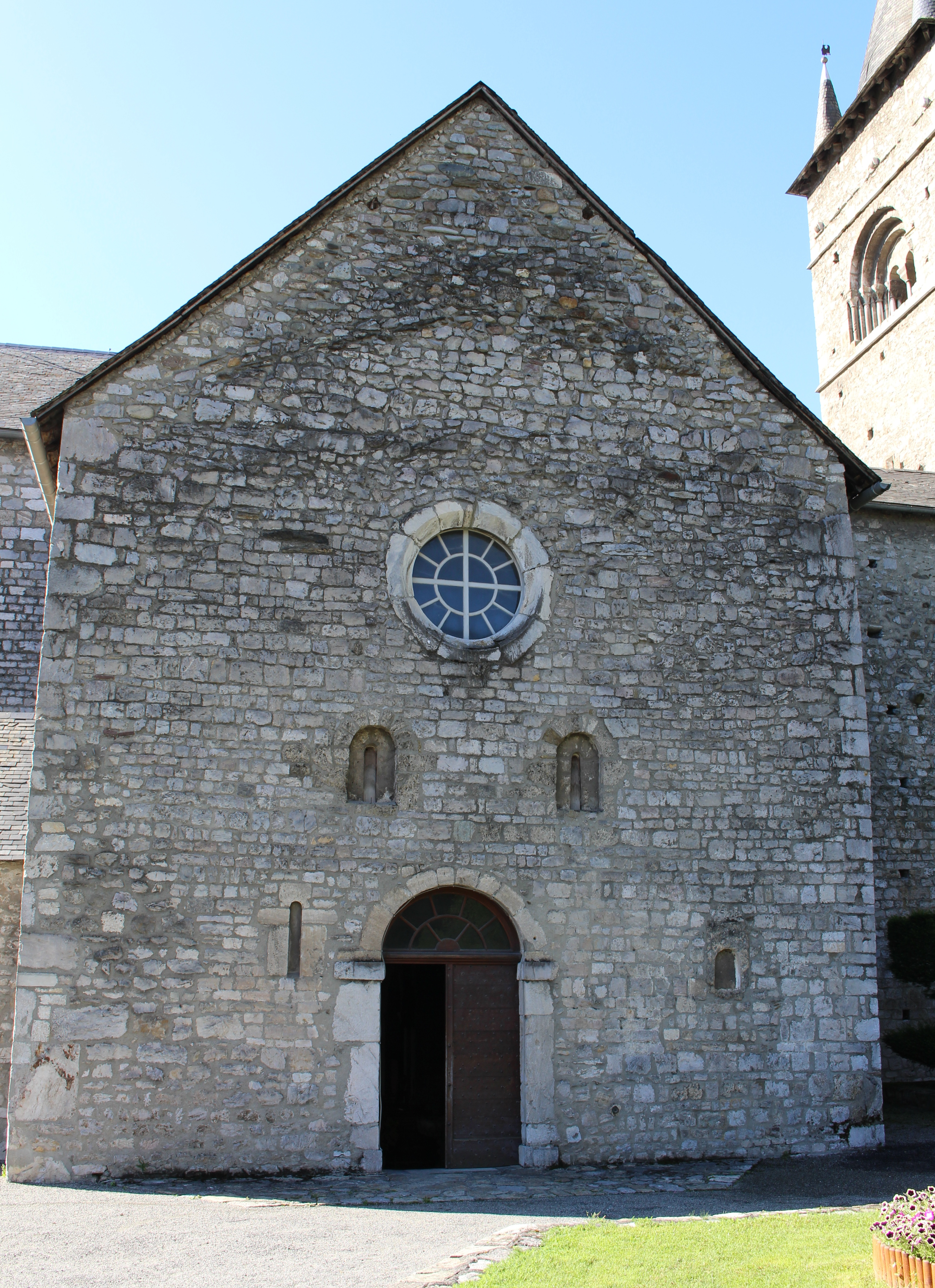
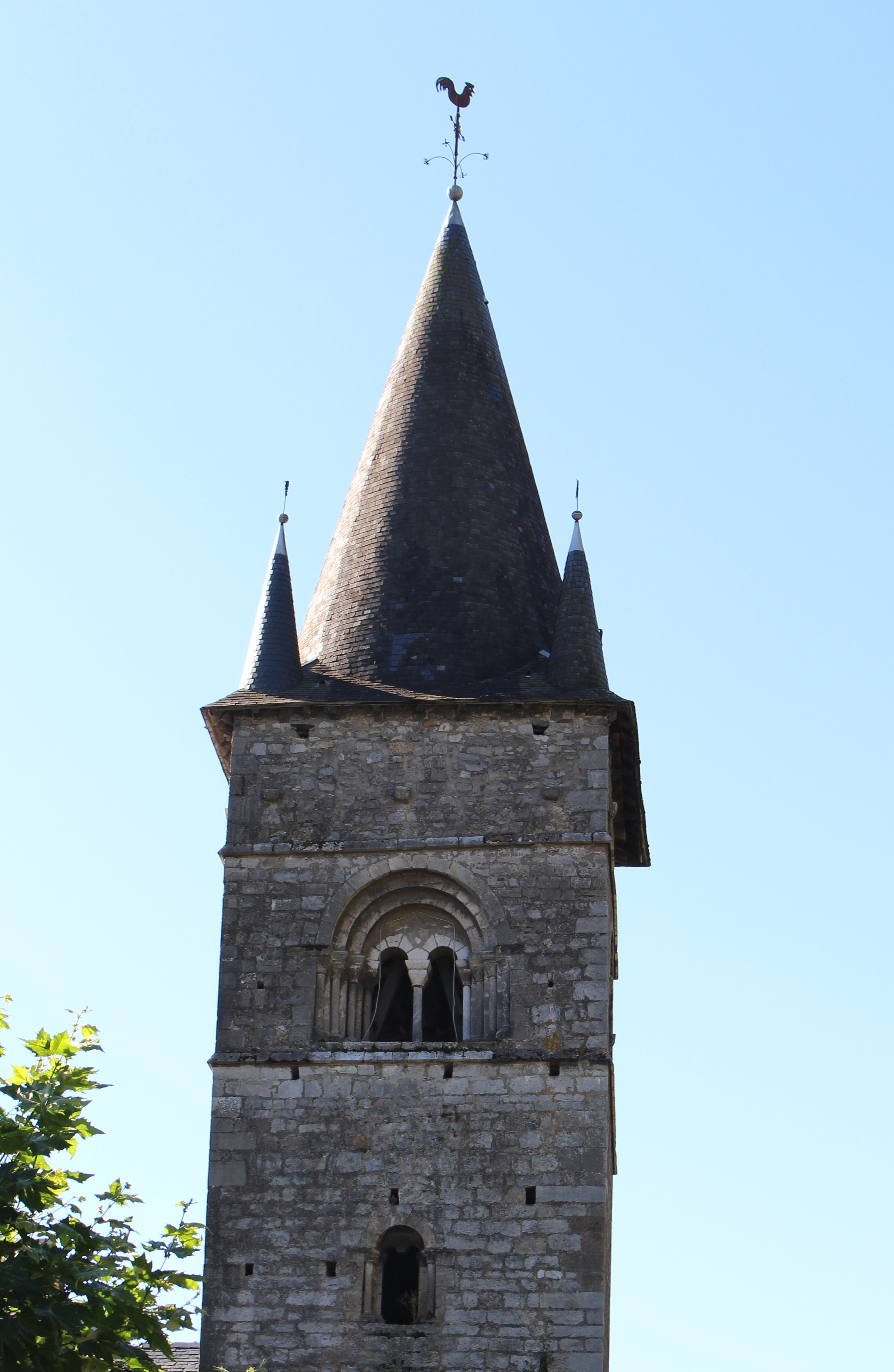
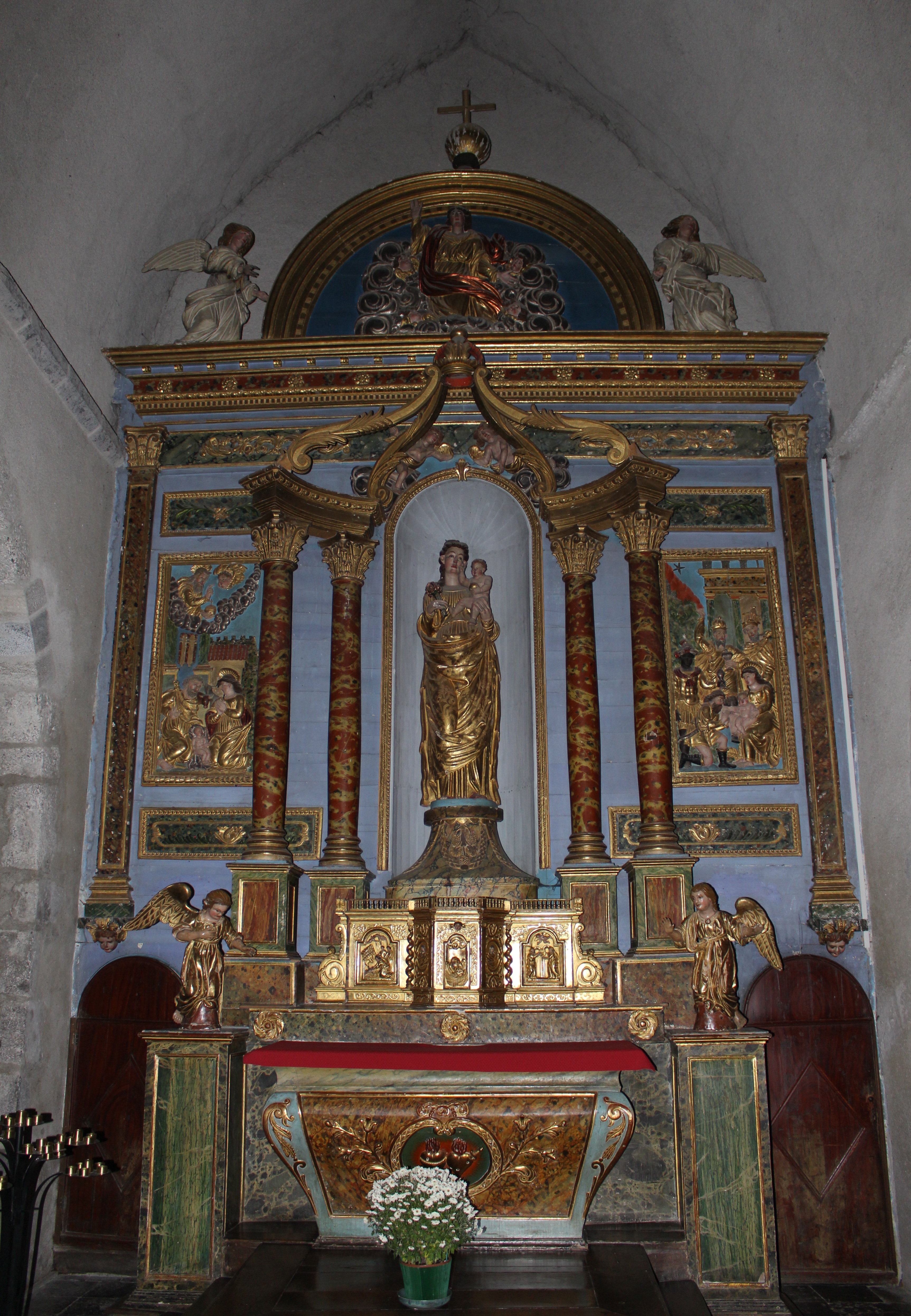
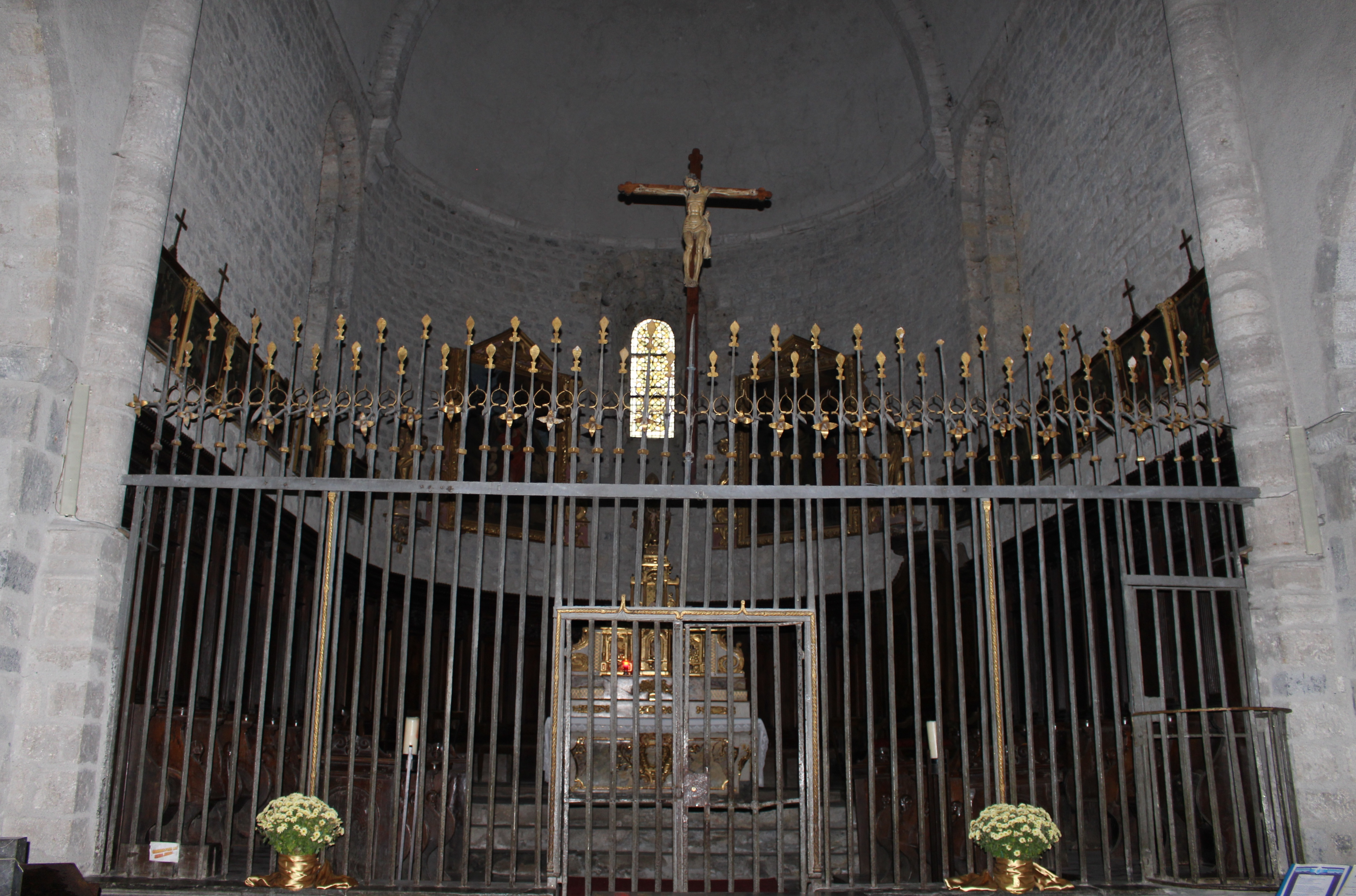